# Strood
Strood is een plaats in het bestuurlijke gebied Medway, in het Engelse graafschap Kent. De plaats telt 33.182 inwoners.
Strood is hoofdplaats van unitary authority Medway ten westen van de rivier de Medway.

High Street, Strood
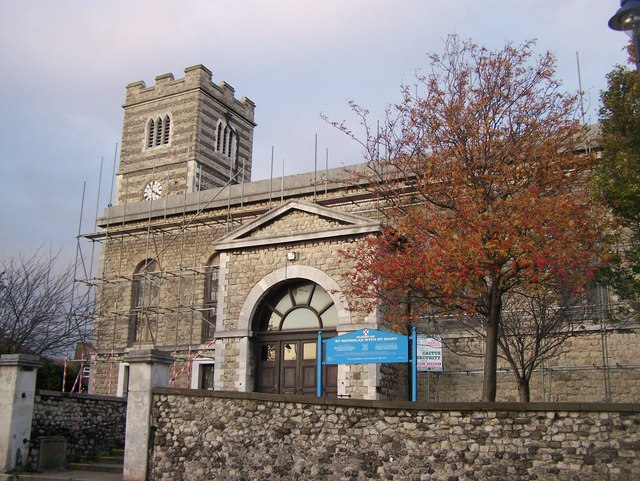
St. Nicholas Church, Strood
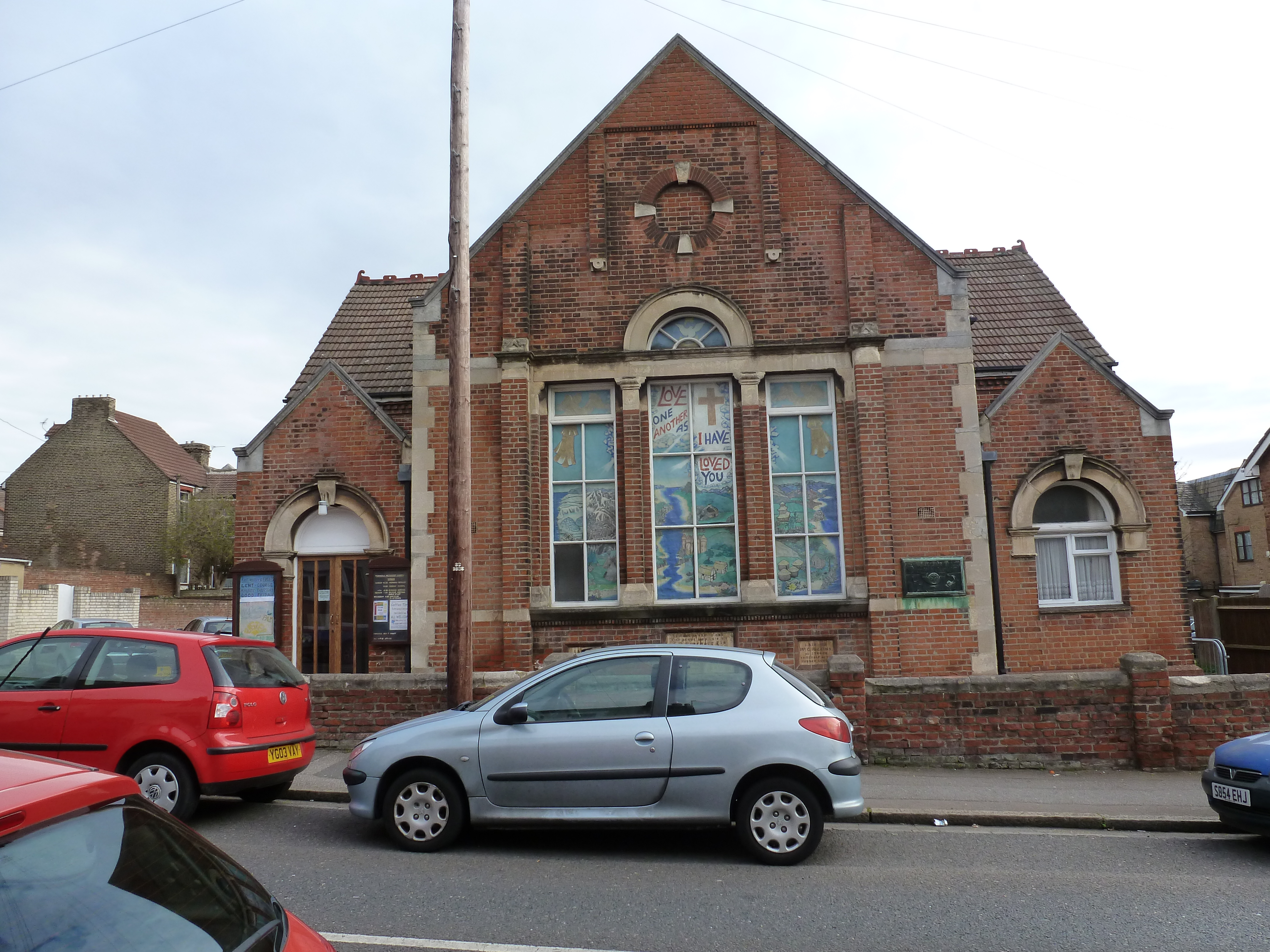
Methodistenkerk in Strood